# 삼호중학교 (울산)
삼호중학교(三湖中學校)는 대한민국 울산광역시 남구 무거동에 있는 공립 중학교이다.

## 학교 연혁
- 1991년 1월 24일 : 삼호중학교 설립인가(24학급)
- 1991년 3월 11일 : 신입생 입학식 414명(남 208명, 여 206명)
- 2011년 3월 : 급식조리실 리모델링 및 학생식당 개소
- 2011년 4월 : 본관 서편 교실 5개실 증축
- 2016년 3월 : 2016학년도 수학 나눔 학교 운영
- 2020년 2월 14일 : 제27회 졸업식 (83명) 총 12,358명
- 2021년 3월 1일 : 제14대 조외순 교장 취임
- 2023년 3월 2일 : 신입생 39명 입학(남 27명, 여 12명)

## 참고 자료
- 삼호중학교 - 한국교육학술정보원 학교알리미